# Batalionul de mare
Batalionul de mare (titlul original: în rusă Морской батальон, transliterat: Morskoi batalion) este un film sovietic dramatic de război, realizat în 1946 de regizorii Aleksandr Faințimmer și Adolf Minkin, protagoniști fiind actorii Aleksandr Larikov, Maria Domașiova și Andrei Abrikosov.

## Rezumat
Anul 1941. Trupele sovietice evacuează Tallinnul. La periferia Leningradului, se duc bătălii grele. Pentru a întări unitățile terestre, trupele sovietice parașutează desant de pe navele Flotei Baltice iar cetățenii din Leningrad încep să construiască fortificații defensive.
Aici Serghei Markin, un parașutist și marinar de pe crucișătorul „Kirov”, își întâlnește tatăl și sora. Serghei și prietenul său Petya Iakovlev se luptă acum pe uscat. Multe încercări de lupte grele au căzut pe seama lor. În Leningradul asediat, mama lui Serghei a murit, soția sa, Galea, care a fost capturată, a fost schilodită de naziști.
În timpul unei operațiuni de sabotaj, Iakovlev moare. Luptătorii Armatei Roșii luptă cu înverșunare, fără a lăsa inamicul să intre în Leningrad.
În ianuarie 1944, trupele sovietice ridică blocada orașului Leningrad respingând trupele germane și îndreptându-se spre Tallinn.

## Distribuție
- Aleksandr Larikov – Piotr Markin, tatăl
- Maria Domașiova – Maria Маrkina, mama
- Andrei Abrikosov – Serghei Маrkin, locotenent
- Lidia Smirnova – Varia Markina
- Piotr Aleinikov – Piotr Iakovlev, maistru subofițer
- Nikolai Dorohin – Kursky, căpitan de infanterie
- Aleksei Konsovski – Frolkin, sergent
- Tamara Alioșina – Galea, soția lui Serghei Маrkin
- Varvara juravliova – Marusia Petrova, prietena Variei
- Lidia Ștîkan – Marusia Ivanova, prietena Variei
- Anna Zarjițkaia – Nastea, prietena Variei
- Vladimir Gardin – cetățeanul în cațaveică
- V.Gusev – Kravcenko, locotenent comandant
- Vladimir Cestnokov – comandantul de flotă
- Anatoli Korolkevici – șoferul de camion
- Vasili Merkuriev – SS-istul capturat
- Nikolai Trofimov – Lepioșkin, matrozul
- Vladimir Ușakov – matroz pe crucișătorul „Kirov”